# Coronacrisis op de Pitcairneilanden
De coronacrisis had de Pitcairneilanden op 3 april 2020 nog niet bereikt. Pitcairn, het enige bewoonde eiland van de eilandengroep, heeft geen vliegveld, dus de enige manier waarop het virus de eilanden zou kunnen bereiken, is per boot. Bij wijze van voorzorgsmaatregel werden alle veerdiensten naar Pitcairn opgeschort. Bezoek door toeristen werd per 30 maart 2020 niet meer toegestaan. Deze maatregel zou aanvankelijk duren tot in ieder geval 19 juni 2020. Op 24 juni 2020 besloot de eilandregering echter unaniem de grensmaatregelen te continueren en de wenselijkheid ervan niet eerder te zullen evalueren dan na 31 maart 2021.
Op 18 februari 2021 waren bij de WHO nog altijd geen meldingen van besmettingen met het SARS-CoV-2-virus op de Pitcairneilanden bekend.